# Rhyacophila grahami
Rhyacophila grahami är en nattsländeart som beskrevs av Banks 1940. Rhyacophila grahami ingår i släktet Rhyacophila och familjen rovnattsländor. Inga underarter finns listade i Catalogue of Life.